# Botanicheskie Materialy Gerbariia Botanicheskogo Instituta imeni V. L. Komarova Akademii Nauk SSSR
Botanicheskie Materialy Gerbariia Botanicheskogo Instituta imeni V. L. Komarova Akademii Nauk SSSR (abreviado Bot. Mater. Gerb. Bot. Inst. Komarova Acad. Nauk SSSR) fue una revista ilustrada con descripciones botánicas que fue editada en Leningrado. Fueron publicados los números 7 al 23 en los años 1931 al 1963. 